# 吉田大輝
吉田 大輝（よしだ たいき、1994年3月22日 - ）は、日本の俳優である。神奈川県出身。所属事務所はスターダストプロモーション。

## 人物
特技は空手と器械体操。趣味は音楽鑑賞。辛い物好き。

## 出演

### 舞台
- ミュージカル・テニスの王子様2ndシーズン - 葵剣太郎 役
  - 青学vs六角（2011年12月17日 - 2012年2月12日、日本青年館 他）
  - 青学vs立海（2012年7月13日 - 9月23日、TOKYO DOME CITY HALL 他）
  - Dream Live 2013（2013年4月27日 - 29日、横浜アリーナ / 5月3日 - 5日、神戸ワールド記念ホール）
  - Dream Live 2014（2014年11月15日 - 16日・11月22日 - 24日、さいたまスーパーアリーナ 他）
- ソラリネ。#02「Book Gallery Cafe -グリムの森-」（2012年4月17日 - 22日、GEKIBA）
- 男子ing!!（2012年11月21日 - 25日）
- 死神姫の再婚〜旦那様、お買い上げありがとうございます!（2013年3月13日 - 17日、全労済ホールスペース・ゼロ） - ルアーク 役
- ジェットラグプロデュース「アルテノのパン」（2013年6月5日 - 10日、赤坂レッドシアター）
- Cruser`s Lovesong クラッシャーズラブソング（2013年8月6日 - 11日、俳優座劇場）
- トライフルエンターテインメントプロデュース「異聞天狼伝～會津新撰組残党記～」（2013年9月4日 - 11日、全労済ホールスペース・ゼロ）
- 東京ハートブレイカーズ 「チルドレン」（2014年2月25日 - 3月2日）
- Initial Film株式会社 第三回公演「あなたに贈るキス2」（2014年7月9日 - 13日、俳優座劇場）
- トライフルエンターテインメントプロデュース 舞台「炎の蜃気楼 昭和編 夜啼鳥ブルース」（2014年9月17日 - 23日、シアターサンモール） - 坂口靖雄 役
- NLTプロデュース作品「嫁も姑も皆幽霊」（2015年8月20日 - 30日、三越劇場）
- STRAYDOG Seedling「へなちょこヴィーナス」（2015年9月18日 - 23日、八幡山ワーサルシアター）
- ミュージカル「さよならソルシエ」（2016年3月17日 - 21日、Zeppブルーシアター六本木）- ポール・シニャック 役
- 劇団NLT・劇団〈ま〉喜劇「劇場 -汝の名は女優-」（2016年10月25日 - 30日、シアターグリーン）
- ONWARD presents 劇団☆新感線『髑髏城の七人』 Season 花 Produced by TBS（2017年3月30日 - 6月12日、IHIステージアラウンド東京）
- NLTプロデュース作品 喜劇「嫁も姑も皆幽霊」2017 SUMMER TOUR（2017年7月22日 - 9月7日）
- ONWARD presents 劇団☆新感線『髑髏城の七人』 Season 月 Produced by TBS（2017年11月23日 - 2018年2月21日、IHIステージアラウンド東京）
- チェンジオブワールド（2018年6月19日 - 24日、新宿村LIVE）
- アイ★チュウ ザ・ステージ - 鮮血の帝王 （ブラッディマスター） エヴァ・アームストロング 役
  - アイ★チュウ ザ・ステージ 1st Fan Meeting（2018年12月29日、 AiiA Theater Tokyo）
  - アイ★チュウ ザ・ステージ ～Rose Écarlate～（2019年4月21日 - 29日、シアター1010 / 2019年5月10日 - 12日、サンケイホールブリーゼ）
  - Live!!! アイ★チュウ ザ・ステージ ～Planète et Fleurs～（2019年7月27日）調布市グリーンホール大ホール
  - アイ★チュウ ザ・ステージ ～Rose Écarlate DEUX～（2019年10月10日 - 15日、シアター1010）
- ミュージカル「VOICE」（2020年4月28日 - 5月5日、シアターグリーン BIG TREE THEATER） 延期 - レフト 役
- 浪漫舞台『走れメロス』〜文豪たちの青春〜（2020年9月5日 - 13日、ヒューリックホール東京 / 9月22日、名古屋市公会堂 / 9月25日 - 27日、梅田芸術劇場シアター・ドラマシティ）

### テレビドラマ
- そこをなんとか 第2シーズン 第4話（2014年8月、NHK BSプレミアム）
- 刑事7人 第3話（2015年7月29日、テレビ朝日）
- 受験のシンデレラ（2016年8月、NHK BSプレミアム）
- あらすじ名作劇場 エミリーブロンテ「嵐が丘」（2016年9月21日、BS朝日）
- 僕ら的には理想の落語（2021年1月 - 3月、TOKYO MX、BS日テレ 他） - 結城陽都 役
- 大奥「8代・徳川吉宗×水野祐之進編」 最終回（2023年3月14日、NHK総合） - お幸の方 役[1]

### テレビ番組
- 戦国炒飯TV（2020年、TOKYO MX 他）
  - 「ミュージックトゥナイト うつけ坂49」 - 金森義入 役
  - 「古田織部のひょうげ御殿（第5回：二世武将）」・「ミュージックトゥナイト 不用心」 - 今川氏真 役
  - 「元気すぎる居酒屋（第4回：やがさんぼん）」 - 吉川元春 役

### 映画
- 屍病汚染 DEAD RISING（2010年）
- アキラNo.2（2014年9月）
- 母と暮せば（2015年12月）
- イースターナイトメア～死のイースターバニー～（2016年3月）

### CM
- 中萬学院 チラシ・パンフレット・WEB（2008年10月）
- ブリヂストンサイクル「ブリヂストン・アルベルト」（200年12月 - 2009年11月）
- 日本コカ・コーラ（株）「ファンタ ゼロサイダー」（2009年6月 - 12月）
- 尾崎商事（株）「Kanko学生服」（2009年）